# NGC 7459-2
NGC 7459-2 (другие обозначения — PGC 70261, UGC 12302, MCG 1-58-21) — галактика в созвездии Рыбы.
Этот объект не входит в число перечисленных в оригинальной редакции «Нового общего каталога» и был добавлен позднее.